# Referendumul consultativ din România, 2007
Referendumul s-a desfășurat în aceași zi cu alegerile reprezentanților pentru Parlamentul European. Pentru detalii vezi Alegeri pentru Parlamentul European în România, 2007.
Referendumul pentru alegerea sistemul de vot din România, desfășurat la 25 noiembrie 2007, a fost inițiat de președintele României, Traian Băsescu, în data de 23 octombrie 2007. Susținător al votului uninominal majoritar în două tururi de scrutin, Traian Băsescu, a motivat lansarea referendumului din dorința de a consulta cetățenii României în privința sistemului de vot propus de el, singurul în opinia acestuia care asigură necesara reformă a clasei politice din România.
Conform decretului prezidențial nr. 909/2007, semnat în data de 23 octombrie 2007, cetățenii României sunt chemați să se pronunțe prin DA sau NU la următoarea întrebare: Sunteți de acord ca, începând cu primele alegeri care vor fi organizate pentru Parlamentul României, toți deputații și senatorii să fie aleși în circumscripții uninominale, pe baza unui scrutin majoritar în două tururi?. 
Conform art. 5 alin. (2) din Legea nr. 3/2000 privind organizarea și desfășurarea referendumului, publicată în Monitorul Oficial al României, Partea I, nr. 84 din 24 februarie 2000, cu modificările și completările ulterioare, pentru validarea rezultatelor referendumului, este necesară prezența la vot a «cel puțin jumătate plus unul din numărul persoanelor înscrise în listele electorale.»

## Istoric
Încă de la începutul anului 2007, discuțiile pe marginea sistemului de vot din România s-au accentuat. Deși proiecte legislative pentru schimbarea sistemului de vot - votul pe liste, cu votul uninominal, au existat încă din 2004, abia în 2007 discuțiile pe marginea sistemului uninominal, deschise de Traian Băsescu, au atins punctul culminant. 
Pe parcursul anului 2007 au fost readuse în discuție proiectele privind votul uninominal, depuse în anii trecuți de PSD și PNL, dar au fost lansate și alte propuneri, printre care cel propus de Asociația Pro Democrația. La discuțiile lansate de Pro Democrația au fost invitate și partidele politice, având loc mai multe runde de negocieri, astfel încât proiectul să corespundă nevoilor actuale ale României, dar să fie împărtășit și de partidele politice aflate în prim planul scenei politice. La finele acestor negocieri a fost ales ca fiind reprezentativ pentru România votul uninominal mixt prin compensare. Inițial această propunere a fost acceptată de Președintele în funcție în acel moment, Traian Băsescu și de partidul care l-a propulsat pe acesta în funcția de președinte al României, PD.
După ce la un moment dat părea să existe un consens în privința necesității impunerii acestui tip de sistem electoral, Traian Băsescu a considerat că acest sistem nu asigură o schimbare suficientă a clasei politice. Pe fondul disputelor dintre cele două palate, Cotroceni - avându-l ca protagonist pe Traian Băsescu și Palatul Victoria - avându-l ca opozant pe Călin Popescu-Tăriceanu, s-au format două tabere: Guvernul, care susținea în continuare proiectul votului uninominal mixt prin compensare, propus de Pro Democrația și Traian Băsescu și ulterior PD, adepți ai votului uninominal majoritar în două tururi de scrutin.
În octombrie 2007, Guvernul României și-a asumat răspunderea pentru proiectul elaborat de Pro Democrația și PNL, iar Parlamentul a adoptat, în aceași lună, această lege. Traian Băsescu a contestat în 21 noiembrie 2007, la Curtea Constituțională, legea asumată de Guvernul României, refuzând să o promulge până ce instanța superioară nu se va exprima asupra constituționalității acestei legi. Curtea Constituțională a admis contestația Președintelui, iar sistemul de vot a fost reformat ulterior în 2008, introducându-se un sistem uninominal într-un singur tur cu distribuție proporțională a mandatelor.

## Rezultate
Rezultate conform Biroului Electoral Central Arhivat în 30 noiembrie 2007, la Wayback Machine.:
- Persoane inscrise: 18.296.459
- Au votat: 4.851.470 (26,51%)

Din care:
- DA: 3.947.212 (81,36%)
- NU: 784.640 (16,17%)
- Voturi nule: 119.618 (2,46%)

Ca urmare a faptului că participarea la vot n-a fost îndestulătoare, referendumul a fost invalidat, rezultatele sale neavând forță juridică.